# Campeonato Mundial de Ciclismo en Ruta de 1936
Los Campeonatos del mundo de ciclismo en ruta de 1936 se celebró en la localidad suiza de Berna el 6 de septiembre de 1936. 

## Resultados
| Evento                     | Oro                      | Oro        | Plata                  | Plata    | Bronce                         | Bronce |
| -------------------------- | ------------------------ | ---------- | ---------------------- | -------- | ------------------------------ | ------ |
| Pruebas masculinas         |                          |            |                        |          |                                |        |
| Hombres - carrera en línea | Antonin Magne Francia    | 5h 53' 32" | Aldo Bini              | + 9' 27" | Theo Middelkamp · Países Bajos | m.t.   |
| Amateur - carrera en línea | Edgar Buchwalder · Suiza | 3h 58' 01" | Gottlieb Weber · Suiza | + 11"    | Pierino Favalli                | + 47"  |